# ماركو بارون
ماركو بارون هو لاعب هوكي الجليد كندي، ولد في 8 أبريل 1959 في مونتريال في كندا.

## وصلات خارجية
- ماركو بارون على موقع دوري الهوكي الوطني (الإنجليزية)
- ماركو بارون على موقع قاعة مشاهير الهوكي (لاعب أن.إتش.أل) (الإنجليزية)
- ماركو بارون على موقع EliteProspects.com (الإنجليزية)
- ماركو بارون على موقع HockeyDB.com (الإنجليزية)
- ماركو بارون على موقع Hockey-Reference.com (الإنجليزية)